# Społeczne Muzeum Konstantego Laszczki w Dobrem
Muzeum Konstantego Laszczki w Dobrem – muzeum położone w miejscowości Dobre (powiat miński). Jego zbiory stanowią prace Konstantego Laszczki – rzeźbiarza, ceramika, malarza i grafika, rektora Akademii Sztuk Pięknych w Krakowie. 

## Historia
Muzeum powstało 2 października 1971 roku, głównie dzięki staraniom Jana Zycha – założyciela miejscowej szkoły oraz przyjaciela artysty, a także zorganizowanego przez niego Społecznego Komitetu Muzeum Laszczki. Bazą ekspozycji był dar kilku prac rzeźbiarskich i medalierskich złożony przez samego artystę jeszcze w 1936 r., wzbogacony później, po jego śmierci, przez rodzinę. Dar uzupełniony został pamiątkami po K. Laszczce, przekazanymi szkole w 1968 roku. Pierwszą siedzibą placówki były pomieszczenia szkolne. Po oddaniu w latach 80. XX wieku do użytku budynku mieszczącego remizę strażacką oraz Gminny Ośrodek Kultury, tam przeniesiono ekspozycję. Od 2018 muzeum posiada nową siedzibę, w budynku obok Urzędu Gminy w Dobrem. 

## Zbiory
Zbiory muzeum obejmują: rzeźby sławnych ludzi, członków rodziny, rzeźby fantastyczne, animalistyczne, symboliczne; płaskorzeźby, medaliony, plakiety. Prace przedstawiają wizerunki m.in. Józefa Piłsudskiego, Mikołaja Kopernika, Adama Mickiewicza, Juliusza Słowackiego, Stanisława Wyspiańskiego. Kolekcję uzupełniają zdjęcia, dyplomy, odznaczenia oraz materiały biograficzne profesora Laszczki. W muzeum znajduje się także Izba Pamięci Jana Zycha.